# Gonimbrasia jefferyi
Gonimbrasia jefferyi är en fjärilsart som beskrevs av Eugène Louis Bouvier 1930. Gonimbrasia jefferyi ingår i släktet Gonimbrasia och familjen påfågelsspinnare. Inga underarter finns listade i Catalogue of Life.